# Amphitheriidae
Amphitheriidae — родина мезозойських ссавців, що обмежується середньою юрою Британії, з невизначеними представниками, також, можливо, відомими з рівноцінного віку формації Ітат у Сибіру та формації Ануал у Марокко. Вони були членами Cladotheria, більш похідними, ніж члени Dryolestida, і формували тісні спорідненості з Peramuridae. Amphitheriidae — єдина родина ряду Amphitheriida.

## Класифікація
- Mammalia
  - Theriiformes
    - Holotheria
      - Trechnotheria
        - Cladotheria
          - Dryolestoidea
            - Dryolestida
            - Amphitheriidae
              - Palaeoxonodon
              - Amphitherium